# Funafala
Funafala là một hòn đảo nhỏ của Funafuti, Tuvalu đồng thời là nơi sinh sống của 5 hộ gia đình. Trên hòn đảo này có một nhà thờ.
Funafala có nghĩa là "Cây dứa của Funa", tên của một tù trưởng, người mà nhóm này cũng đặt biệt danh là Funafuti.